# أنا عليا

الأنا العليا كما وصفها فرويد هي شخصية المرء في صورتها الأكثر تحفظاً وعقلانية، حيث لا تتحكم في أفعاله سوى القيم الأخلاقية والمجتمعية والمبادئ، مع البعد الكامل عن جميع الأفعال الشهوانية أو الغرائزية • يمثل الأنا الأعلى الضمير، وهو يتكون مما يتعلمه الطفل من والديه ومدرسته والمجتمع من معايير أخلاقية. • والأنا الأعلى مثالي وليس واقعي، ويتجه للكمال لا إلى اللذة – أي أنه يعارض الهو والأنا.